# 移動迷宮：焦土試煉
《移動迷宮：焦土試煉》（英語：Maze Runner: The Scorch Trials）是一部2015年美國科幻、反烏托邦、動作和驚悚電影，電影改編自詹姆士·達許納的同名小說，是《移動迷宮》的續集與「移動迷宮系列電影」的第二集。電影由韋斯·波爾執導，TS·諾林擔任編劇，並由上輯演員狄倫·歐布萊恩、凱亞·絲柯黛蘭莉歐、湯瑪士·桑格斯特、李起弘和派翠西婭·克拉克森繼續擔任主演外，還新增了配角演員羅莎·薩拉查、雅庫布·洛弗蘭德、吉安卡洛·伊坡托、艾登·吉倫與莉莉·泰勒以及娜塔莉·伊曼紐爾共同出演。
故事緊接延續前集，湯瑪士與迷宮幽地的同伴們剛從強大組織W.C.K.D.的禁錮中逃脫出來，眾人在荒漠及廢棄的城市中奔跑，他們必須要逃避W.C.K.D.的士兵及面對危機四伏的荒漠。拍攝於2014年10月27日在新墨西哥州的阿布奎基開始，並於2015年1月27日正式結束。
《移動迷宮：焦土試煉》於2015年9月9日開始在全球特定的地區以2D、3D、4DX及Barco Escape作大屏幕放映，在美國正式放映是由二十世紀福斯於2015年9月18日在2D及大屏幕影院發行。電影原本會有IMAX推出版本，但因《聖母峰》已預定全球的所有的IMAX銀幕一直到《走鋼索的人》，因而取消。2015年9月9日於台灣上映。2015年9月10日於香港上映。電影在全球首周獲得了3030萬美元的票房佳績，成為9月最賣座的電影。電影的評價褒貶不一，有些影評人稱讚它的動作場面和演出更勝前集，而有些人則認為它缺乏故事和人物的發展性。

## 劇情
湯瑪士回想起自己小時候被母親遺棄，後來與其他被遺棄的孩子得到世界災難殺戮研究署（W.C.K.D. World In Catastrophe Killzone Experiment Department）的女科學家艾娃·佩吉收養。W.C.K.D.把孩子們置於一個空曠的迷宮中，作為科學實驗的一部分。接續《移動迷宮》上回的故事，迷宮幽地的各人從迷宮中被直昇機救走，飛離迷宮後不久，湯瑪士與泰瑞莎、紐特、民豪、煎鍋和溫斯頓被帶到位於焦土大漠中一座神秘的設施，那是由表裡不一的詹森（艾登·吉倫 飾）所管理的庇護所。詹森向他們解釋說，該設施是一個安全的避風港，提供安穩且舒適的環境，保護他們免受太陽耀斑病變和感染閃焰症（Cranks）病毒的人傷害，並為他們提供衣服，食物和衛生設施。詹森向湯瑪士保證將會把他們送到更加安全的保護區與其他對閃焰症病毒免疫的年輕人一同居住。另一方面，詹森下令讓幽地鬥士們在醫療實驗室中接受一連串的測試...... 湯瑪士對庇護所中進行的活動感到好奇，並設法找出當大門關上後實際會發生的事情。在第一個成功進入設施的迷宮倖存者阿里斯·瓊斯（雅各布·洛夫蘭 飾）的幫助下，阿里斯帶他到一處禁區，卻發現那裡有著一班人躺在活動病床上。湯瑪士發現W.C.K.D.的女科學家艾娃·佩吉仍然活著，而詹森真的正在替W.C.K.D.工作，當時二人正討論著免疫的實驗，而詹森還沒找到一個位於山上的抵抗組織「右臂」，當中包括阿里斯在內的人逃離了該設施，詹森卻下令跟踪他們，他們發現自己正處於外面荒涼的世界—一片沙漠的焦土。察覺事有蹊蹺的湯瑪士於是決定再次帶領他的夥伴們逃離詹森的掌控......
他們到達了一個荒廢的市集，他們在那裡首次遇到感染閃焰症病毒的人—那些喪屍被稱為「狂客」，那是被耀斑病毒感染而變成喪屍的人類。在逃走過程中，溫斯頓被其中一名狂客感染。當晨曦來臨時，他們發現到廢墟中的城市，而W.C.K.D.仍然在尋找它們。溫斯頓被感染的情況越來越惡化，他卻選擇開槍自殺，阻止自己變成喪屍並拖累眾人。眾人在比迷宮更加危險的焦土荒漠中繼續冒險，直至一天晚上，在眾人睡著了期間，湯瑪士醒來發現在遠處的一個文明地方，一個被毀滅的舊世界城市遺跡。當雷暴湧現時，眾人跑到一個廢棄的設施作暫避。民豪在路上被雷電擊中但倖存下來，眾人設法走進設施中，卻發現該設施充滿了人鍊式的狂客。眾人遇見了布蘭妲和領導一個倖存者隊伍的荷西，他們利用狂客作為自己的守衛犬。當兩人發現這班是來自W.C.K.D.的人，並同時正在尋找「右臂」抵抗組織，二人同意帶他們到「右臂」，放棄他們組的倖存者。過了一會兒，由詹森領導的W.C.K.D.攻陷這地方，只有這個設施才能被荷西的爆炸物摧毀，然而，只有湯瑪士和布蘭妲被遺下，其他的已經跟荷西逃脫了。湯瑪士和布蘭妲設法擺脫了狂客，惟布蘭妲在過程中受狂客感染，而後二人找到秘密為W.C.K.D.工作的倖存者馬庫斯處所，卻被迷暈，此時湯瑪士閃過憶起自己跟泰瑞莎從前在W.C.K.D.工作的回憶，於是他試圖向泰瑞莎警告這是W.C.K.D.的計劃，只有他們兩人被W.C.K.D.的部隊分隔開的計劃。當湯瑪士和布蘭達跟其他隊員重聚時，荷西審問了馬庫斯，揭露了「右臂」組織成員的下落......
他們一行人最終抵達了「右臂」的前哨救濟營，那裡還有無辜的倖存者，他們得到「右臂」的負責人文斯（巴里·佩珀 飾）的迎接，他負責決定眾人是否可以留下。隨著布蘭妲受感染的情況惡化，文斯威脅著要把她槍殺，惟受到前W.C.K.D.的科學家瑪莉·庫柏（莉莉·泰勒 飾）阻止，她透露湯瑪士是他們的告密者，這也有助於「右臂」從此把W.C.K.D.的主要非法業務取下。當瑪麗以酶治療布蘭妲的感染時，她解釋指這種酶只能從免疫的身體中收集，而不能製造出來，此治癒方法讓她與艾娃·佩吉爭論起來，結果導致瑪麗離開W.C.K.D.。
當晚，泰瑞莎向W.C.K.D.通風報信並報告她的位置，她認為W.C.K.D.的動機是好的，這使W.C.K.D.派人到處沿途埋伏捕捉倖存者。最終W.C.K.D.發現「右臂」的暫時據點，並派出直升機部隊大舉屠殺反抗軍及捕捉倖存者，最終艾娃·佩吉從飛機上下來並表示W.C.K.D.只是為了找出末日解藥，雖不擇手段但採取了最有效率的方法，反抗軍才是拖累全人類又拿不出成績卻只會搞破壞。
此時湯瑪士突然手持自殺式炸彈出現並威脅詹森放了所有倖存者，不然就同歸於盡，此時荷西開卡車衝入營中到處衝撞，頓時陷入混戰，然而在混戰中艾娃·佩吉、詹森與泰瑞莎與被捉的民豪與其他倖存者一同撤退。現場只剩下一小部分倖存者，湯瑪士計劃潛進W.C.K.D.，並決心帶他們去拯救他的朋友並拯救文明，因為他的朋友和「右臂」同意協助他們並準備反擊。

## 演員
| 演員                                   | 角色                   | 備註 |
| 狄倫·歐布萊恩 Dylan O'Brien            | 湯瑪士 Thomas          | 幽地倖存者 前W.C.K.D成員 |
| 凱亞·絲柯黛蘭莉歐 Kaya Scodelario      | 泰瑞莎 Teresa          | 幽地倖存者 前W.C.K.D成員 |
| 湯瑪士·桑格斯特 Thomas Brodie-Sangster | 紐特 Newt              | 幽地倖存者 智商派，湯瑪士左右手 |
| 德克斯特·達登 Dexter Darden            | 煎鍋 Frypan            | 幽地倖存者 唯一黑人 |
| 娜塔莉·艾曼紐 Nathalie Emmanuel        | 海莉葉 Harriet         | 反抗軍成員 亞里士好友，曾為同個迷宮幽地的倖存者                                                                                       |
| 吉安卡洛·伊坡托 Giancarlo Esposito     | 荷西 Jorge             | 集團首領 焦土帶內，以廢工廠為根據地的倖存者集團首領                                                                                   |
| 亞歷山大·弗洛雷斯 Alexander Flores     | 溫斯頓 Winston         | 幽地倖存者 逃出庇護所後，於「焦土帶」遭到狂客攻擊而感染                                                                               |
| 艾登·吉倫 Aidan Gillen                 | 詹森 Janson            | 庇護所負責人 實為艾娃麾下的實驗處幹部                                                                                                 |
| 李起弘 Ki Hong Lee                     | 民豪 Minho             | 幽地倖存者 行動派，湯瑪士左右手 |
| 雅各布·洛夫蘭 Jacob Lofland            | 亞里士·瓊斯 Aris Jones | 庇護所成員 不擅與人相處，和湯瑪士一行人逃出了庇護所                                                                                   |
| 巴里·佩珀 Barry Pepper                 | 文斯 Vince             | 反抗軍「右支」領袖 群聚山頭，反抗W.C.K.D勢力的首領                                                                                    |
| 羅莎·薩拉查 Rosa Salazar               | 布蘭妲 Brenda          | 荷西副手 跟隨豪爾赫及協助湯瑪士等人前往尋找反抗軍「右支」                                                                             |
| 莉莉·泰勒 Lili Taylor                  | 瑪莉·庫柏 Mary Cooper  | 反抗軍成員 前W.C.K.D科學家，曾助感染後的布蘭妲脫離險境                                                                                |
| 阿蘭·圖代克 Alan Tudyk                 | 馬可斯 Marcus          | W.C.K.D倖存者 收容免疫者供W.C.K.D收成，知悉反抗軍所在地                                                                               |
| 凱瑟琳·麥克納馬拉 Katherine McNamara   | 桑雅 Sonya             | 反抗軍成員 和海莉葉、亞里士曾為同個迷宮幽地的倖存者                                                                                   |
| 派翠西婭·克拉克森 Patricia Clarkson    | 艾娃·佩吉 Ava Paige    | 迷宮幽地負責人 災後世界狙殺平臺實驗處處長，W.C.K.D.實驗領導人                                                                         |
| 布莱斯·罗梅罗 Bryce Romero             | 杰克 Jack              | 幽地倖存者 逃出庇護所後，於「焦土帶」遭到狂客攻擊。後來失去蹤影(預告與刪除片段證實被狂客推倒，煎鍋嘗試拯救但被另一名狂客推倒墜樓身亡) |

另外，導演證實Tim和Billy這兩名從迷宮幽地逃出來的角色分別被詹森派去安全的保护区(實為被派去研究)和電影開場進入庇護所時被狂客殺害。

## 製作
主要於2014年10月27日在新墨西哥州的阿布奎基開拍，最後於2015年1月27日宣布殺青，共持續了94天的拍攝。

## 發行
2014年8月31日，韋斯·波爾透露希望能一年左右推出下一部電影。2014年9月21日，宣布第二部電影將於2015年9月18日上映。

### 評價
電影評價褒貶不一。爛番茄新鮮度50%，平均得分5.4／10。Metacritic得分43，代表「褒貶不一及一般」的評價。據CinemaScore調查，觀眾的平均評價於A+至F間落於「B+」。

### 票房
約21個國家搶先美國上映，並在首周獲得2670萬美元。其中英國、馬爾他和愛爾蘭的首周票房最高。北美首周末獲得了3030萬美元列第一位，次周末取得1400万列第三位。
中国大陆方面，最終票房累计1.97亿人民币。
台灣方面，首日票房為新台幣2050萬元；首週五天票房為新台幣1.12億元；次週票房累計至新台幣1.72億元；第三週票房累計至新台幣2.05億元；第四週票房累計至新台幣2.15億元。
| 上一届： 《完美家伙》     | 2015年美國週末票房冠軍 第38周    | 下一届： 《尖叫旅社2》    |
| 上一届： 《我的少女時代》 | 2015年台北週末票房冠軍 第37-38周 | 下一届： 《高年級實習生》 |
| 上一届： 不詳             | 2015年香港一週票房冠軍 第36-37周 | 下一届： 《珠峰浩劫》     |

## 續集
2015年3月，TS·諾林證實他將會繼續為第三集《移動迷宮：死亡解藥》編劇。波爾表示，如果他能繼續執導那第三集將不會被分拆成兩集。2015年7月9日，據透露，拍攝將於2016年2月開拍。後來正式於2016年3月才開始拍攝。先前計劃於2017年2月17日推出在美國上映，但因歐布萊恩受傷的關係而讓製作中途停止，使得電影無法順利在原定的日期推出。2016年5月27日宣布，上映日期更改為2018年1月12日。

## 外部連結
- 互联网电影数据库（IMDb）上《移動迷宮：焦土試煉》的资料（英文）
- AllMovie上《移動迷宮：焦土試煉》的资料（英文）
- Box Office Mojo上《移動迷宮：焦土試煉》的資料（英文）
- 爛番茄上《移動迷宮：焦土試煉》的資料（英文）
- Metacritic上《移動迷宮：焦土試煉》的資料（英文）
- 開眼電影網上《移動迷宮：焦土試煉》的資料（繁體中文）
- 时光网上《移動迷宮：焦土試煉》的資料（简体中文）
- 豆瓣电影上《移動迷宮：焦土試煉》的資料 （简体中文）